# Incidente ferroviario di Capo Bonifati
L'incidente ferroviario di Capo Bonifati fu un deragliamento del treno espresso n. 689, Roma-Reggio Calabria, avvenuto il 21 gennaio 1981, a causa di una frana sul binario tra la stazione di Capo Bonifati e quella di Cetraro della linea Battipaglia-Reggio Calabria. Il treno espresso n. 588, da Reggio per Roma passando a piena velocità sfiorò le carrozze rovesciate senza però investirle.

## Dinamica dei fatti
A causa dell'ondata di maltempo che aveva investito la Calabria nella seconda metà di gennaio del 1981 si verificò uno smottamento del terreno tra le stazioni di Cetraro e Capo Bonifati circa 40 m dopo lo sbocco, lato Bonifati, della galleria Molarella interessando, dei due binari di corsa, principalmente il binario lato monte; i detriti e il fango trascinati dalla pioggia torrenziale invasero il binario su cui procedeva, alla velocità di circa 90 km/h, l'espresso n. 689, Roma-Reggio Calabria. Alle ore 4:40, ancora nell'oscurità, il macchinista intravide l'ostacolo e azionò il freno di emergenza ma, dato il poco spazio, il locomotore urtò la massa di detriti insaccandosi in essa per una decina di metri e spezzandosi in due. A causa del brusco contraccolpo il bagagliaio e la prima carrozza si impennarono contro il portale della galleria accatastandosi l'un l'altramentre altre due carrozze a cuccette vennero schiacciate per compressione dalle susseguenti carrozze trainate. Poco dopo sopraggiunse in senso inverso l'espresso n. 588 e, uscito dalla galleria a piena velocità di marcia, colpì di striscio un lembo di una delle vetture deragliate ma senza danno sostanziale alle proprie carrozze, andandosi a fermare nella stazione di Belvedere Marittimo da dove diede l'allarme. 
L'opera dei soccorritori venne resa molto difficile dall'imperversare della bufera di pioggia e nevischio.
Diciotto persone ferite, tra cui il secondo macchinista dell'espresso furono ricoverate all'ospedale civile di Cetraro; un viaggiatore ferito al cranio fu trasportato con un elicottero all'ospedale civile di Napoli. Il binario dispari, interessato dall'incidente, rimase interrotto mentre quello pari fu utilizzato per le operazioni di soccorso fino alle 18:20, quando venne ripresa la circolazione dei treni. Il binario dispari venne riattivato il giorno 25, alle 5:35.
Il fatto fu oggetto di un'interpellanza parlamentare seguita da un acceso dibattito sulla sicurezza dato che la linea calabra era stata, pochi mesi prima, il 21 novembre 1980, interessata da un gravissimo incidente.

## I treni coinvolti
- Treno espresso 689, Roma-Reggio, con carrozze di 1ª e 2ª classe con posti a sedere, cuccette e bagagliaio[2], trainato da locomotiva elettrica E.645[3].
- Treno espresso 588 Reggio Calabria-Roma[1], con carrozze di 1ª e 2ª classe con posti a sedere, cuccette e bagagliaio trainato da locomotiva elettrica.

## Le vittime
Persero la vita nell'incidente 3 passeggeri e il macchinista dell'espresso 689. Il secondo macchinista dell'espresso venne estratto, ferito, dalle lamiere della cabina di guida; dei 17 passeggeri feriti, tutti ricoverati all'ospedale di Cetraro, eccetto uno trasportato a Napoli, 4 erano in condizioni gravi.

## L'inchiesta
L'incidente avvenne nel corso di un violento nubifragio che imperversava su tutta l'area calabra. 
Fu aperta un'inchiesta da parte della Procura della Repubblica di Paola allo scopo di accertare eventuali responsabilità o cause dell'incidente e istituita una commissione di inchiesta composta da funzionari delle Ferrovie dello Stato e presieduta da un dirigente generale del servizio lavori. 
Pur non emergendo responsabilità da parte del personale ferroviario, nel corso del dibattito parlamentare, nei giorni successivi, vennero indicati come probabili cause alcuni lavori stradali ed edilizi sulla collinetta adiacente che avevano modificato la morfologia del territorio. Venne anche stigmatizzato il presunto atteggiamento omissivo delle autorità preposte.